# Automeris junogabriellae
Automeris junogabriellae é uma espécie de mariposa do gênero Automeris, da família Saturniidae.
Sua ocorrência foi registrada no Peru, no departamento de Junín, Satipo, Shanki, a 700 m de altitude.